# سعید صالح ابراهیم
سعید صالح ابراهیم (عربی: سعيد صالح إبراهيم؛ ۳۱ ژوئیهٔ ۱۹۳۸ – ۱ اوت ۲۰۱۴) هنرپیشه اهل مصر بود.
او در بیش از ۱۷ فیلم حضور داشته و بیشتر به عنوان یک بازیگر تئاتر شناخته می‌شود.